# 共通ウィズユーカード
共通ウィズユーカード（きょうつうウィズユーカード）とは、かつて北海道札幌市内の複数の交通機関で利用できた日本の磁気式プリペイド型乗車カード。2015年（平成27年）3月31日をもって利用終了となった（「助成用ウィズユーカード」は2016年度いっぱいまで継続された。→#廃止について）

## 販売額及び利用可能額
| 販売額   | 利用可能額 |
| -------- | ---------- |
| 500円    | 500円      |
| 1,000円  | 1,100円    |
| 3,000円  | 3,300円    |
| 5,000円  | 5,500円    |
| 10,000円 | 11,500円   |

※上記の他、自動的に割引料金が引き落とされるこども用と福祉割引（大人用）が発売額1,000円（利用可能額1,100円）で、福祉割引（こども用）が発売額500円（利用可能額1,100円）で販売されていた（但し、こども用福祉割引ウィズユーカードは地下鉄駅での販売は行わず、札幌市各区役所の福祉担当窓口で販売されていた。）。

## 利用可能な交通機関・路線
- 札幌市交通局
  - 札幌市営地下鉄
  - 札幌市電
- 北海道中央バス
- ジェイ・アール北海道バス
- じょうてつ

以上の事業者の路線のうち、札幌市内区間で利用できる。規程上、バスでは札幌市内で乗降が完結する場合のみで使用できる。
- 北海道中央バスが運行した小樽定山渓線では、定山渓～さっぽろ湖展望台など、札幌市内での乗降であっても共通ウィズユーカードは使用できなかった（現在は路線廃止）。

共通ウィズユーカードで市営地下鉄とバス・市電を乗継指定駅で乗り継ぐ場合、自動的に乗継割引が適用される。

### 過去に利用できた交通機関
- 札幌市営バス - 2004年4月1日事業廃止（北海道中央バス／ジェイ・アール北海道バス／じょうてつに移管）

## 使用方法
市営地下鉄を利用する場合は、自動改札機に直接通して使用する。自動券売機での乗車券購入や自動精算機での乗り越し精算にも使用できる。
市電やバスを利用する場合は、料金箱のカードリーダーに直接通して使用する。

### 裏面への印字
市営地下鉄・市電及びじょうてつを利用した場合は、カードリーダーに通すごとに裏面へ利用状況が印字される。月日の欄は合わせて3桁分しかない（10,000円券の導入で残額表示に5桁必要となり、その5桁目を確保するために4桁から3桁へ変更。）ため、10月以降は以下のように印字される。
10月=O（Octoberから）
11月=N（Novemberから）
12月=D（Decemberから）

#### 札幌市営地下鉄
- 1行あたり、月日（半角3桁）、入場駅（半角6桁）、号機（半角1桁）、出場駅（半角2桁）、号機（半角1桁）、残額（半角5桁）の順に印字される。
- 入場時は月日・駅名を半角6桁以内に省略したもの・号機が、出場時は半角2桁の駅識別コード（駅ナンバリングとは無関係）・号機・カード残額が印字される。以下に駅名印字内容をまとめる。

| 南北線     | 南北線 | 南北線 | 東西線           | 東西線 | 東西線 | 東豊線         | 東豊線 | 東豊線 |
| 駅名       | 入場   | 出場   | 駅名             | 入場   | 出場   | 駅名           | 入場   | 出場   |
| ---------- | ------ | ------ | ---------------- | ------ | ------ | -------------- | ------ | ------ |
|            |        |        | 宮の沢駅         | 宮の沢 | 08     |                |        |        |
|            |        |        | 発寒南駅         | 発寒南 | 07     | 栄町駅         | 栄 町  | 37     |
| 麻生駅     | 麻 生  | 26     | 琴似駅           | 琴 似  | 06     | 新道東駅       | 新道東 | 36     |
| 北34条駅   | 北34条 | 25     | 二十四軒駅       | 二十四 | 05     | 元町駅         | 元 町  | 35     |
| 北24条駅   | 北24条 | 24     | 西28丁目駅       | 西２８ | 04     | 環状通東駅     | 環状東 | 34     |
| 北18条駅   | 北18条 | 23     | 円山公園駅       | 円山公 | 03     | 東区役所前駅   | 東区役 | 33     |
| 北12条駅   | 北12条 | 22     | 西18丁目駅       | 西１８ | 02     | 北13条東駅     | 北13東 | 32     |
| さっぽろ駅 | さっぽ | 21     | 西11丁目駅       | 西１１ | 01     | さっぽろ駅     | さっぽ | 21     |
| 大通駅     | 大 通  | 20     | 大通駅           | 大 通  | 20     | 大通駅         | 大 通  | 20     |
| すすきの駅 | すすき | 41     | バスセンター前駅 | バスセ | 61     | 豊水すすきの駅 | 豊水す | 51     |
| 中島公園駅 | 中島公 | 42     | 菊水駅           | 菊 水  | 62     | 学園前駅       | 学園前 | 52     |
| 幌平橋駅   | 幌平橋 | 43     | 東札幌駅         | 東札幌 | 63     | 豊平公園駅     | 豊平公 | 53     |
| 中の島駅   | 中の島 | 44     | 白石駅           | 白 石  | 64     | 美園駅         | 美 園  | 54     |
| 平岸駅     | 平 岸  | 45     | 南郷7丁目駅      | 南郷７ | 65     | 月寒中央駅     | 月寒中 | 55     |
| 南平岸駅   | 南平岸 | 46     | 南郷13丁目駅     | 南郷13 | 66     | 福住駅         | 福 住  | 56     |
| 澄川駅     | 澄 川  | 47     | 南郷18丁目駅     | 南郷18 | 67     |                |        |        |
| 自衛隊前駅 | 自衛隊 | 48     | 大谷地駅         | 大谷地 | 68     |                |        |        |
| 真駒内駅   | 真駒内 | 49     | ひばりが丘駅     | ひばり | 69     |                |        |        |
|            |        |        | 新さっぽろ駅     | 新さっ | 6A     |                |        |        |

- 例：10月1日、さっぽろ駅A号機改札で入場、円山公園駅B号機改札で出場、出場時残額10,000円の場合
  - さっぽろ駅入場時：O01さっぽAが印字される
  - 円山公園駅出場時：03B10000が印字される

#### 札幌市電
- 1行あたり、月日（半角3桁）、「電　車」（半角6桁）、車両番号（半角3桁）、号機（半角1桁）、残額（半角5桁）の順に印字される。
- 車両番号が4桁の車両は下3桁表示、A1200形は百の位が0となる。
- 号機には、西4丁目方面行の場合はa、すすきの方面行の場合はbが印字される。
- 例：10月31日、すすきの方面行A1201号車に乗車、降車時残額800円の場合
  - O31電　車001b　800が印字される

#### その他
- 北海道中央バスとジェイ・アール北海道バスではカードリーダーに印字機能がないため、印字はされず、空白行となるが、印字回数にはカウントされる。
- 高額カード（10,000円券など）の場合、使用可能額を使い切る前に裏面の印字スペースが満杯になる場合がある。印字スペースが満杯になると市営地下鉄では自動改札機で新たな印字ができず使用できなくなるため、駅の自動券売機で再発行する必要がある。再発行すると残額を引き継いだ新しいカードが発行され、再度市営地下鉄での利用が可能になる。この際、再発行されたカードの券面デザインは券売機発行のデザインのみとなる。
- 市電やバスのみを利用する場合は、印字スペースが満杯になっても新たな印字はされず、そのまま残額を使い切るまで利用可能。但し、市営地下鉄に乗り継ぐ場合は再発行しなければならない（北海道中央バス、ジェイ・アール北海道バスのみを使用した場合、裏面に印字されないまま「印刷満杯」になり市営地下鉄の自動改札機を通れなくなる場合があり、この場合も再発行が必要となる。）。
- 地下鉄において同一駅での入出場はできず、紙の乗車券を購入する必要があった[2]。

### カード残額不足時
市営地下鉄
- 入場時に初乗り運賃以下（バス・市電からの乗継割引が適用される場合を除く）、出場時の残額不足は自動改札機を通る事ができない（複数枚処理に対応していない）ため、自動券売機又は自動精算機にて現金又は共通ウィズユーカードで不足額を支払って切符（乗車券・乗継券・精算券）を受け取る。
  - バス・市電からの乗継割引が適用される場合は、乗継情報がカードに記録される（市電・じょうてつ降車時に残額0円となった場合「乗継有効」と印字される）ため、初乗り運賃以下であってもそのまま入場する事ができ、降車駅の自動精算機で精算となる。自動券売機で乗車券を購入した場合は通常運賃での購入となり、カードに記録された乗継情報も消滅する。

バス・市電
- 降車時に現金又は共通ウィズユーカードで精算する。各事業者発行のバスカードとの併用はできない。
- 地下鉄降車時に残額0円となった場合で乗継割引が適用される場合、乗継情報がカードに記録される（地下鉄出場時に「乗継有効」と印字される）ため、バス・市電降車時に残額0円のカードを挿入する事によって適用となる。不足分は現金又は共通ウィズユーカードで精算する。各事業者発行のバスカードとの併用はできない。

## 歴史
- 1992年11月 - 札幌市営地下鉄専用のプリペイドカードとして「ウィズユーカード」の名称で販売を開始。
  - 名称決定に際しては一般公募が行われた。
  - この時点では自動改札機には直接通せず、JRのオレンジカードのように自動券売機で乗車券に引き換える形だった。
- 1994年6月1日 - 市営地下鉄の一部の自動改札機が更新（VI型）され、ウィズユーカードでそれらの自動改札機を直接通ると自動的に乗車料金が引き落とされるようになった（ストアードフェアシステム）[3]。
- 1994年10月14日 - 市営地下鉄東豊線の延伸開業（豊水すすきの～福住間）に伴い、市営バス・市電にカードリーダーを導入[4]。すべての市営交通機関で「ウィズユーカード」が利用可能となる。要望が多かったプレミアムは、1992年に札幌市交通局が北海道運輸局に打診したところ鉄道事業法に違反するので認められないと指導していた[5]が、総務庁北海道管区行政監察局からの指摘で法的に問題ないことが判明したものの[6]、この年の導入は見送られた[5]。
  - また同日、札幌市営バスから移管された北海道中央バスの南71・澄73・南81系統やジェイ・アール北海道バス（札幌市内のみ有効。新札幌駅でのみ乗継にも有効。）にも対応した「共通乗車カード」を販売開始[4]。
- 1995年4月1日 - 「ウィズユーカード」がプレミアム付きとなる[7]（付加額は現在と同じなので上表を参照）。
  - 「共通乗車カード」はプレミアム付きとはならなかった。
- 1997年4月1日 - 「ウィズユーカード」と「共通乗車カード」を統合する形で、北海道中央バス・ジェイ・アール北海道バス・じょうてつの札幌市内全線での利用を可能にした「共通ウィズユーカード」を販売開始[8][9]。
- 1999年12月1日 - 市営地下鉄専用の「昼間割引カード」を販売開始。
  - 10 - 16時に乗車する場合に限り有効である。市営地下鉄のみで利用可能だが、乗継割引は適用されない。販売額は2,000円（利用可能額2,500円）。
  - 同年7月から引換券を購入して切符に交換する方式で販売していたものをカードにしたものである。
  - 市電ではカードではなく回数券として販売されている。市営バスでも回数券として販売されていた。
- 2001年 - ICカード乗車券「S.M.A.P.カード」の実証実験が始まる。
- 2006年4月 - 2008年度末を目処に市営地下鉄と市電に非接触ICカード乗車券「STカード（仮称）」の導入を発表。導入後はウィズユーカードの廃止を検討するとした。
- 2014年5月31日 - この日の終電をもって、共通ウィズユーカード、福祉割引ウィズユーカード、地下鉄専用昼間割引カードの発売を終了する。

## 廃止について
札幌市交通局では2001年から2005年までICカード「S.M.A.P.カード」の実証実験を行ったのち、2009年1月30日に地下鉄にICカード乗車券「SAPICA」を導入し、2013年6月22日からは市電および中央バス、ジェイ・アール北海道バス、じょうてつの各路線バスにも導入。また、同日からはこれらのSAPICA導入交通機関において、東日本旅客鉄道（JR東日本）のSuicaをはじめとする全国交通系ICカード相互利用対象となる各カードも利用可能となった。
このような中で札幌市は環境負荷低減の観点から再利用可能なSAPICAに移行するため、再利用が不可能な使い捨てタイプの磁気カードである共通ウィズユーカードを廃止すると上田文雄市長が発表。共通ウィズユーカードの発売は2014年5月末で終了し、2015年3月末で券売機や改札機での利用も終了した。利用終了後は5年間（2020年3月31日まで）払い戻しを行う。
なお、福祉割引ウィズユーカードについては、2014年2月に福祉割引SAPICAの発売を開始したため、共通ウィズユーカードと同様に地下鉄駅・定期券発売所での発売を終了したが、障害者交通費助成用として交付している福祉割引ウィズユーカードについては、2014年度途中から同年度内までデザインを変更した助成用カードとして交付し、2015年度からは交通費助成カードとして交付している。その後も交通費助成カードは磁気式カードで存続していたもののSAPICAへの切り替え自体は計画されており、2017年度よりSAPICAを利用した制度に切り替えられた。